# El nasobema
Das Nasobēm, es un corto poema nonsense por el escritor alemán Christian Morgenstern (1871–1914).  Fue escrito hacia 1895 y publicado en el libro Galgenlieder (1905).

Auf seinen Nasen schreitet

einher das Nasobēm,

von seinem Kind begleitet.

Es steht noch nicht im Brehm.

Es steht noch nicht im Meyer.

Und auch im Brockhaus nicht.

Es trat aus meiner Leyer

zum ersten Mal ans Licht.

Auf seinen Nasen schreitet

(wie schon gesagt) seitdem,

von seinem Kind begleitet,

einher das Nasobēm.
Andando en sus narices

ahí viene el nasobema,

con su cría por detrás.

No está en el Brehms Tierleben,

no está en el  Meyers Lexicon,

en la Brockhaus no está.

Trotó desde mi lira

cuando al fin vio la luz.

Andando en sus narices

seguido (ya lo dije)

por su cría detrás,

ahí viene el nasobema.

Este poema se destaca, entre otras cosas, por haber inspirado al zoólogo Gerolf Steiner a escribir en 1961 un tratado científico simulado extremadamente popular sobre el orden ficticio de los Rhinogradentia, también llamados "nasobames" o "narigudos", cuyos apéndices nasales habían evolucionado. de muchas maneras sorprendentes.  Las traducciones poéticas de este poema (de Robert Weill - francés, GG Simpson - inglés y L. Chadwick - inglés) se pueden encontrar en su secuela de 1988. 